# 메탈파이트 베이블레이드의 등장인물 목록
다음은 《메탈파이트 베이블레이드》의 등장인물 목록이다.

## 메탈파이트 베이블레이드

### 강강 갤럭시
- 하가네 긴가 (강타)

성우 : 카나다 아키 / 김서영
베이 (별자리) : 스톰 페가시스 → 갤럭시 페가시스 → 빅뱅 페가시스 (천마자리)
메탈베이 시리즈의 주인공.. 전설의 블레이더 하가네 류세이의 아들. 팽이마을<베이마을>출신이지만 다크 블랙홀에게 빼앗긴 엘드라고를 되찾기위해 수행을 떠난다. 가족관계로는 아버지 하가네류세이(유성)이 있으며 어머니는 돌아가셨는지 살아계신지 알수 없지만 끝내 나오지 않은것을 보면 돌아가신게 확실하다.
- 카도야 마사무네 (장군)

성우 : 산페이 유코 / 양정화
베이 (별자리) : 레이 유니코르노(레이 유니콘) → 블리츠 유니코르노(블리츠 유니콘) (일각수자리)
- 오오토리 츠바사 (견우)

성우 : 이리노 미유 / 정재헌
베이 (별자리) : 어스 아쿠이라 (독수리자리)
- 텐도우 유우 (지니)

성우 : 나즈카 카오리 / 김현지
베이 (별자리) : 플레임 리브라(프레임 리브라) (천칭자리)
- 아마노 마도카 (제시카)

성우 : 신도 케이 / 여민정
메탈베이 시리즈의 히로인...
베이 (별자리) : 매드 캔서 125SF (미정)

### 왕후죵(왕호단)
- 왕 댜샹 (왕 대상)

성우 : 하타노 와타루 / 임채헌
베이 (별자리) : 록 기라프(로크 기라프) (기린자리)
- 리 치윤

성우 : 사이가 미츠키 / 여민정
베이 (별자리) : 써멀 라체르타 (왕도마뱀자리)
- 챠우싱

성우 : 타카하시 히로키 / 김장
베이 (별자리) : 포이즌 비르고 (처녀자리)
- 메이메이

성우 : 나카하라 마이 / 박신희
베이 (별자리) : 아쿠아리오 (물병자리)

### 엑스칼리버
- 줄리어스 시저

성우 : 키리이 다이스케 / 최원형
베이 (별자리) : 그라비티 페르세우스 (페르세우스자리)
- 웰즈 (웨일즈)

성우 : 호소야 요시마사 / 이호산
베이 (별자리) : 그랜드 케토스(블루) (고래자리)
- 소피

성우 : 키타무라 에리 / 김보영
베이 (별자리) : 그랜드 케토스(화이트) (고래자리)
- 게오르그

성우 : 에가와 히사오 / 엄상현
베이 (별자리) : 그랜드 카프리코네(그랜드 카프리콘) (염소자리)

### 라브슈카
- 알렉세이

성우 : 시모와다 히로키 / 신용우
베이 (별자리) : 즈비즈타 볼프(즈비즈타 울프) (늑대자리)
- 도라 (돌라)

성우 : 나리타 사야카 / 정혜옥
베이 (별자리) : 록 스콜피온(로크 에스콜피오) (전갈자리)
- 노와구마 (노아그마)

성우 : 누마타 유스케 / 현경수
베이 (별자리) : 록 오르소(로크 오르소) (큰곰자리)
- 푸텐 (푸틴)

성우 : 나리타 켄 / 현경수

### 와일드팡
- 타테가미 쿄우야 (태사자)

성우 : 히노 사토시 / 김영선
베이 (별자리) : 록 레오네(로크 레온) → 팡 레오네(팡 레온) (사자자리)
- 나일

성우 : 스야마 아키오 / 박성태
베이 (별자리) : 발칸 호루세우스 (혹성 발칸+이집트 신 호루스)
- 다무레 (다무르)

성우 : 요나가 츠바사 / 최승훈
베이 (별자리) : 카운터 에스콜피오 (전갈자리)
- 하나와 벤케이 (백두산)

성우 : 미야케 켄타 / 이장원
베이 (별자리) : 다크 불 (황소자리)

### 그레이시즈
- 아르고 그레이시

성우 : 쿠스노키 타이텐/이광수
베이 (별자리) :레이 길(레이 킬) (용골자리)
- 아이언 그레이시

성우 : 엔도 다이스케/홍진욱
베이 (별자리) :토네이도 헤라클레오 (헤라클레스자리)
- 세렌 그레이시

성우 : 카노 유이/윤미나
베이 (별자리) :레이 캔서 135sf (게자리)
- 엔소 그레이시

성우 : 이토 미야코/여민정
베이 (별자리) :레이 캔서 m145Q (게자리)

### 스타브레이커
- 다미안 하트

성우 : 박로미 / 정선혜
베이 (별자리) :헬 케르벡스(헬 켈베로스) BD145DS (케르베로스자리)
- 제오 어비스

성우 : 아베 아츠시 / 남도형
베이 (별자리) :플레임 빅시즈(프레임 픽시스) (나침반자리)
- 잭

성우 : 우치야마 코우키 / 박성태
베이 (별자리) :키라 비포르(키라 비폴) (공작자리)
- Dr.지그랫 (지구라트)

성우 : 미야모토 미츠루 / 김민석
베이 (별자리) :스크류 카프리코네(스크류 카프리콘) (염소자리)
- 토비

성우 : 미야타 코우키 / 소연
베이 (별자리) :바살트 호로기움(바셀트 호로지움) (시계자리)

### 라이벌 블레이더
- 유미야 켄타 (노아)

성우 : 카토 에미리 / 윤미나
베이 (별자리) : 플레임 사지타리오(프레임 사지타리오) → 플래시 사지타리오 (궁수자리)
- 하사마 히카루 (반디)

성우 : 이노우에 마리나 / 양정화
베이 (별자리) : 윈드 아쿠아리오 (물병자리)
- 효우마 (동산도령)

성우 : 카키하라 테츠야 / 엄상현, 여민정
베이 (별자리) : 클레이 아리에스 (양자리)
수수께끼의 소년. 얼음산속의 유령이라는 뜻이며 긴가와 마찬가지로 팽이 마을 출신이어서 긴가와는 어릴때부터 친구사이로 자라 소꿉친구사이다. 처음 긴가의 동료들을 만날때 그들이 얼마나 긴가와 베이를 사랑하는지 시험해본후 마을로 보내줬다. 과거에 강타한테는 많이 이겼지만 오랜만에 대결했을때는 진다.
- 류우가 (드래곤)

성우 : 츠다 켄지로 / 정명준
베이 (별자리) : 라이트닝 엘드라고 → 메테오 엘드라고 → 엘드라고 디스트로이 (용자리)
하가네 긴가(강타)의 최대의 숙적이자 라이벌 암흑의 힘 때문에 자기자신을 잃은적이 있었으나, 혹독한 훈련과 정신력으로 암흑의 힘을 떨쳐내고 원래 별이 가지고 있던 그 진정한 힘으로서 다시 태어난 메테오 엘드라고를 가지게 되었다. 4D에서는 엘드라고 디스트로이로 진화한다. 그런데 네메시스가 부활하고 네메시스를 혼자 당해네다가 결국 죽고만다. ZERO-G에서는 전설로 남는다.